# Ranunculus aquatilis
Il ranuncolo acquatico (nome scientifico: Ranunculus aquatilis L., 1753) è una pianta acquatica appartenente alla famiglia delle Ranunculaceae.

## Etimologia
Il nome generico (Ranunculus), passando per il latino, deriva dal greco Batrachion, e significa "rana" (è Plinio scrittore e naturalista latino, che c'informa di questa etimologia) in quanto molte specie di questo genere prediligono le zone umide, ombrose e paludose, habitat naturale degli anfibi. L'epiteto specifico (aquatilis) derivato dal latino si riferisce all'habitat tipico di questa specie.

Il binomio scientifico attualmente accettato (Ranunculus aquatilis) è stato proposto da Carl von Linné (1707 – 1778), biologo e scrittore svedese, considerato il padre della moderna classificazione scientifica degli organismi viventi, nella pubblicazione Species Plantarum del 1753.

## Descrizione

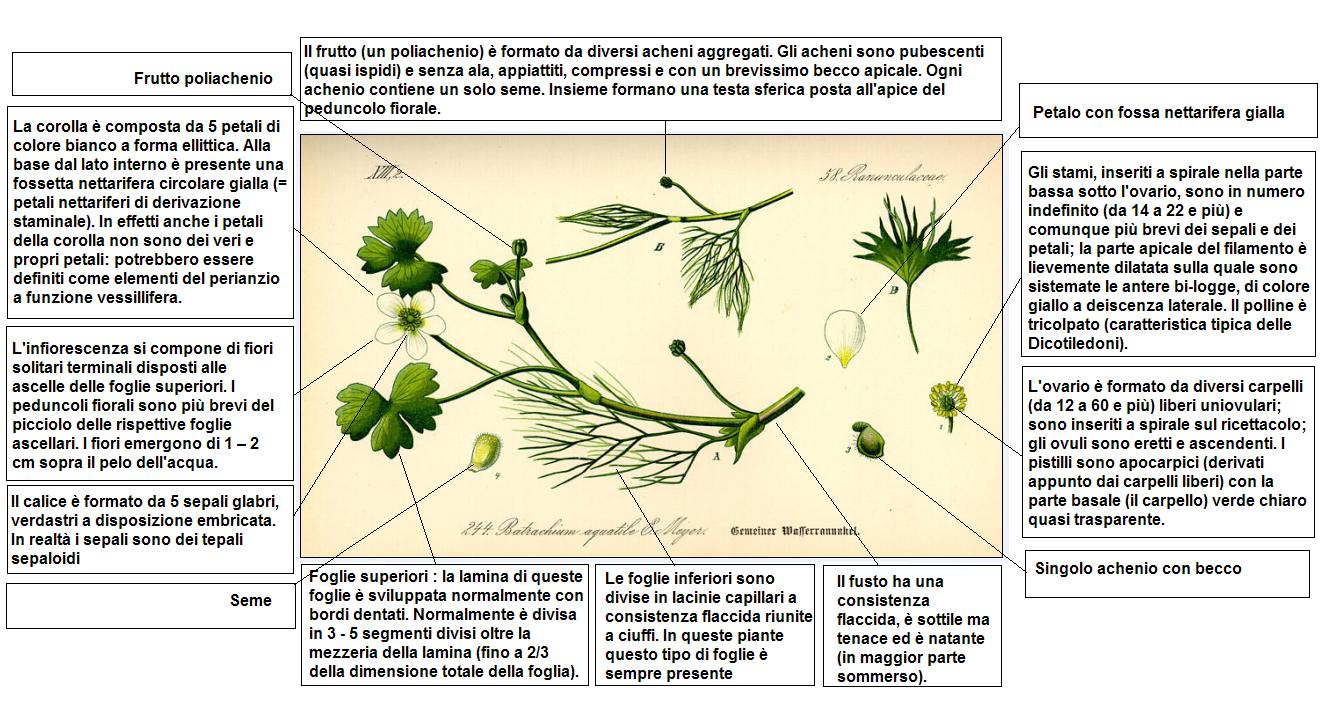
Descrizione delle parti della pianta

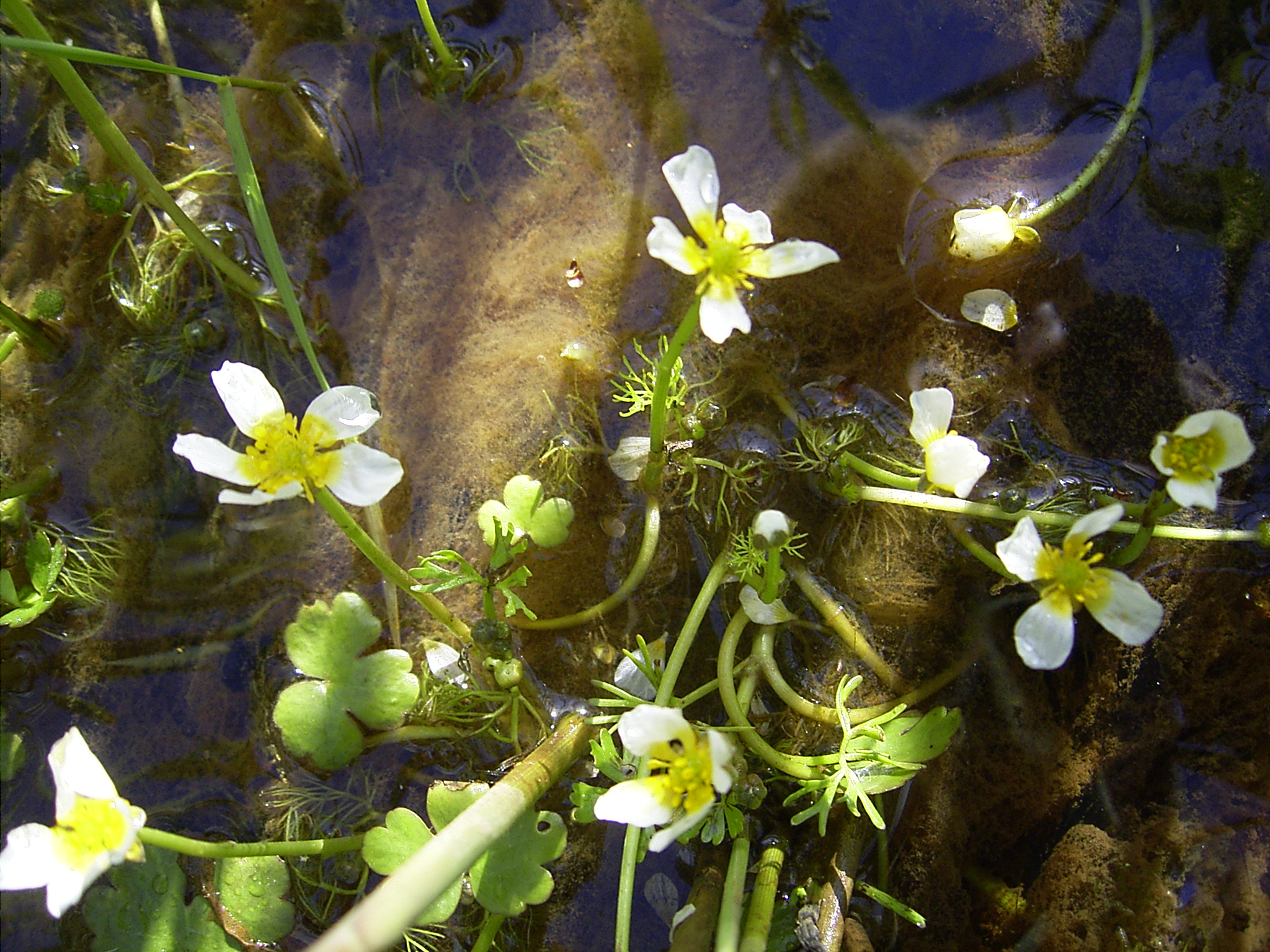
Il portamento

È una pianta erbacea palustre a portamento in parte sommerso. La lunghezza media varia da 2 a 15 dm (massimo 2 m). Da un punto di vista biologico è definita idrofita radicante (I rad), ossia è una pianta acquatica pianta perenne (o annuale) le cui gemme si trovano sommerse o natanti con un apparato radicale che le ancora al fondale. In certi queste piante possono essere definite anche terofite in quanto superano la stagione avversa sotto forma di seme. 

### Radici
Le radici sono immerse nel fondale.

### Fusto
Il fusto ha una consistenza flaccida, è sottile ma tenace ed è natante (in maggior parte sommerso). I fusti sono glabri. Diametro dei fusti: minore di 1 mm.

### Foglie

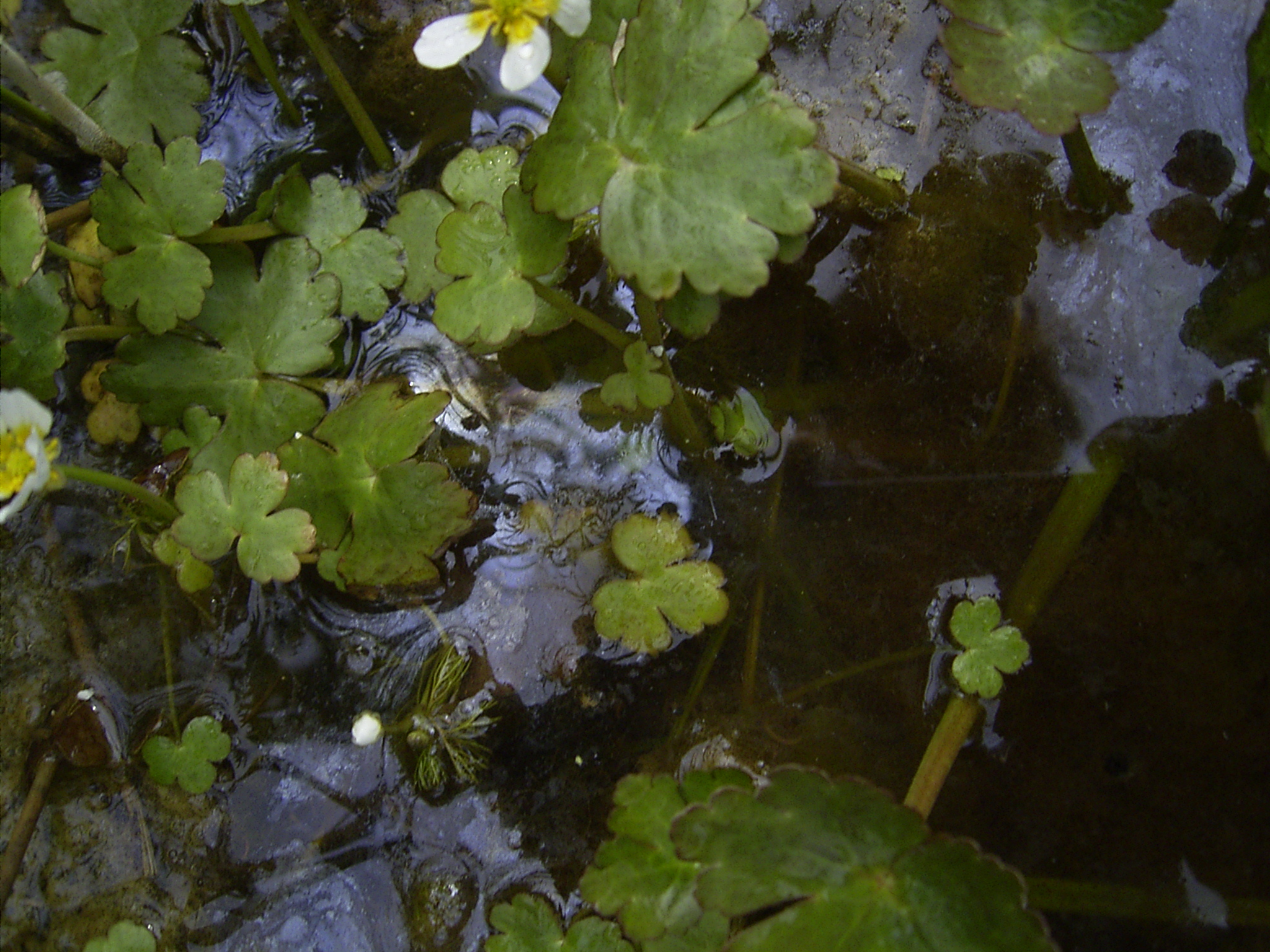
Foglie superiori emerse a lamina sviluppata
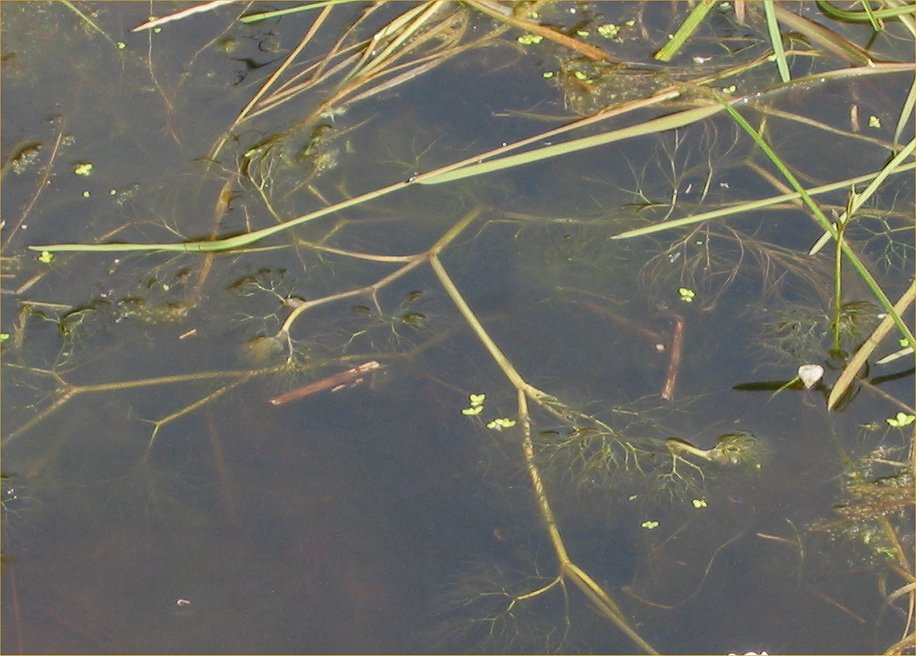
Foglie inferiori sommerse a lacinie capillari

- Foglie inferiori (sommerse): le foglie sono divise in lacinie capillari a consistenza molle riunite a ciuffi. In queste piante questo tipo di foglie è sempre presente. Lunghezza delle lacinie: 5 – 40 mm.
- Foglie superiori (in superficie): la lamina di queste foglie è sviluppata normalmente con bordi dentati. Normalmente è divisa in 3 - 5 segmenti divisi oltre la mezzeria della lamina (fino a 2/3 della dimensione totale della foglia). Dimensione delle foglie: larghezza 0,7 – 2,3 cm; lunghezza 0,4 – 1,1 cm.

### Infiorescenza
L'infiorescenza si compone di fiori solitari terminali disposti alle ascelle delle foglie superiori. I peduncoli fiorali sono più brevi del picciolo delle rispettive foglie ascellari. I fiori emergono di 1 – 2 cm sopra il pelo dell'acqua. Lunghezza dei peduncoli: 2 – 4 cm. 

### Fiore

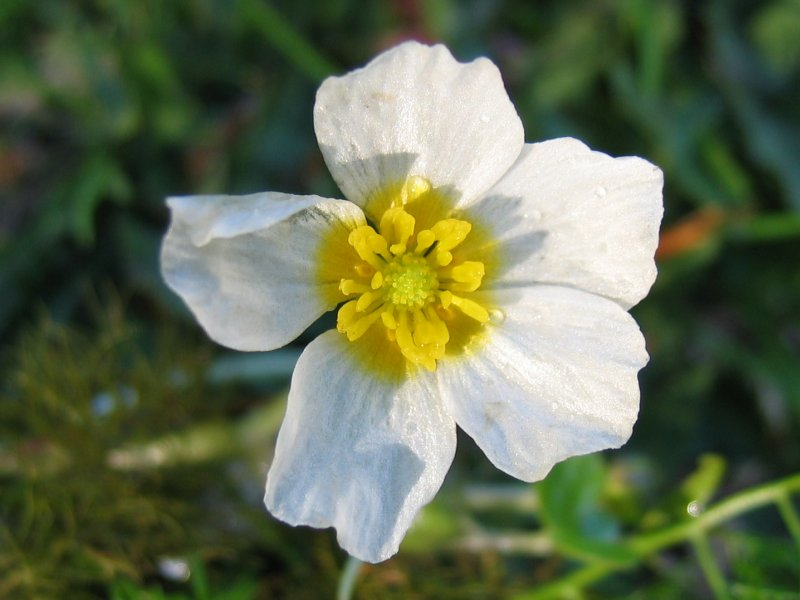
Il fiore

I fiori sono ermafroditi, emiciclici e attinomorfi. I fiori sono di tipo molto arcaico anche se il perianzio(o anche più esattamente il perigonio) di questo fiore è derivato dal perianzio di tipo diploclamidato (tipico dei fiori più evoluti), formato cioè da due verticilli ben distinti e specifici: sepali e petali. Il ricettacolo (supporto per il perianzio) è pubescente e piuttosto tozzo. Diametro dei fiori: 10 – 20 mm.
- Formula fiorale: per queste piante viene indicata la seguente formula fiorale:

* K 5, C 5, A molti, G 1-molti  (supero), achenio
- Calice: il calice è formato da 5 sepali glabri, verdastri a disposizione embricata. In realtà i sepali sono dei tepali sepaloidi[6]. Dimensione dei sepali: larghezza 1 – 2 mm; lunghezza 2 – 4 mm.
- Corolla: la corolla è composta da 5 petali di colore bianco a forma ellittica. Alla base dal lato interno è presente una fossetta nettarifera circolare gialla (= petali nettariferi di derivazione staminale). In effetti anche i petali della corolla non sono dei veri e propri petali: potrebbero essere definiti come elementi del perianzio a funzione vessillifera[7]. Dimensione dei petali: larghezza 1 – 5 mm; lunghezza: 5 – 10 mm.
- Androceo: gli stami, inseriti a spirale nella parte bassa sotto l'ovario, sono in numero indefinito (da 14 a 22 e più) e comunque più brevi dei sepali e dei petali; la parte apicale del filamento è lievemente dilatata sulla quale sono sistemate le antere bi-logge, di colore giallo a deiscenza laterale. Al momento dell'apertura del fiore le antere sono ripiegate verso l'interno, ma subito dopo, tramite una torsione, le antere si proiettano verso l'esterno per scaricare così il polline lontano dal proprio gineceo evitando così l'autoimpollinazione. Il polline è tricolpato (caratteristica tipica delle Dicotiledoni).
- Gineceo: l'ovario è formato da diversi carpelli (da 12 a 60 e più) liberi uniovulari; sono inseriti a spirale sul ricettacolo; gli ovuli sono eretti e ascendenti. I pistilli sono apocarpici (derivati appunto dai carpelli liberi) con la parte basale (il carpello) verde chiaro quasi trasparente.
- Fioritura: da maggio a settembre.

### Frutti
Il frutto (un poliachenio) è formato da diversi acheni aggregati. Gli acheni sono pubescenti (quasi ispidi) e senza ala, appiattiti, compressi e con un brevissimo becco apicale. Ogni achenio contiene un solo seme. Insieme formano una testa sferica posta all'apice del peduncolo fiorale. Dimensione del frutto: larghezza 2 – 5 mm; lunghezza 2 – 4 mm. Dimensione del singolo achenio: larghezza 0,8 – 1,4 mm; lunghezza 1 – 2 mm. Lunghezza del becco: 0,1 – 1,2 mm.

## Riproduzione
La riproduzione di questa pianta avviene per via sessuata grazie all'impollinazione degli insetti pronubi (soprattutto api) in quanto è una pianta provvista di nettare (impollinazione entomogama).

## Distribuzione e habitat
- Geoelemento: il tipo corologico (area di origine) è Subcosmopolita.
- Distribuzione: è presente e comune su tutto il territorio italiano (isole comprese). Nelle Alpi è presente nelle seguenti province: TO AO VC NO BO SO BS. Nel resto dell'Europa, nelle Alpi oltreconfine, si trova in alcune regioni (Isère, Vallese, Ticino, Carinzia, Stiria e Slovenia), sugli altri rilievi europei si trova nei Pirenei, Massiccio Centrale, Vosgi, Alpi Dinariche, Monti Balcani e Carpazi. Fuori dall'Europa si trova in Nord Africa e America del Nord.
- Habitat: l'habitat tipico di questa pianta sono le acque limpide, stagnanti o lentamente fluenti (uno scorrimento troppo veloce blocca la crescita della pianta), ma anche piccoli laghi. Il substrato preferito è sia calcareo/siliceo che siliceo con pH basico e terreno ad alti valori nutrizionali permanentemente bagnato (e sommerso).
- Distribuzione altitudinale: sui rilievi queste piante si possono trovare anche fino a 2100 m s.l.m.(vedi laghi Bianco, Nero e della Serva in valle Champdepraz); solitamente frequentano quindi il seguente piano vegetazionali: collinare.

### Fitosociologia
Dal punto di vista fitosociologico la specie di questa voce appartiene alla seguente comunità vegetale:
Formazione: delle comunità acquatiche natanti o sommerse
Classe: Potametea pectinati

## Tassonomia
Il genere Ranunculus è un gruppo molto numeroso di piante comprendente oltre 400 specie originarie delle zone temperate e fredde del globo, delle quali quasi un centinaio appartengono alla flora spontanea italiana. La famiglia delle Ranunculaceae invece comprende oltre 2500 specie distribuite su 58 generi.
Le specie spontanee della nostra flora sono suddivise in tre sezioni (suddivisione a carattere pratico in uso presso gli orticoltori organizzata in base al colore della corolla): Xanthoranunculus – Batrachium – Leucoranunculus. La specie Ranunculus aquatilis appartiene alla sezione di mezzo (Batrachium) caratterizzata dall'avere i peduncoli fruttiferi arcuati, acheni rugosi, piante sommerse con petali più o meno bianchi e fossetta nettarifera non squamata.
Un'altra suddivisione, che prende in considerazione caratteristiche morfologiche ed anatomiche più consistenti (ma fondamentalmente simili), è quella che divide il genere in due sottogeneri (o subgeneri), assegnando il Ranunculus aquatilis al subgenere Batrachium, caratterizzato da piante con fusti molli (privi di tessuti di sostegno – a parte i peduncoli fiorali), peduncoli dell'infiorescenza ricurvi alla fruttificazione (l'altro subgenere Ranunculus è dedicato alle specie terrestri).
Il numero cromosomico di R. aquatilis è: 2n = 32.

### Variabilità
L'ambiente acquatico condiziona morfologicamente la crescita di queste piante, si ha così una grande varietà fenotipica. Le diversità morfologiche si manifestano soprattutto nell'aspetto dei due tipi di foglie presenti in queste piante (foglie capillari sommerse e foglie laminate superficiali – queste ultime a volte possono mancare), nelle differenze tra la parte del fusto sommerso (molle ed allungato) rispetto alla parte emersa (breve e debolmente turgido).
Altri elementi variabili possono essere:
- la rigidità e consistenza delle foglie;
- le dimensioni del petalo;
- la curvatura del pedicello fruttifero;
- il numero degli acheni del frutto.

Alcune di queste diversità dipendono dal livello medio dell'acqua e quindi piante della stessa specie possono presentarsi con portamenti anche molto differenti creando difficoltà nel riconoscimento delle varie specie e sottospecie. Ad esempio le tre seguenti varietà, della specie di questa voce, hanno solamente foglie filiformi; ma secondo Sandro Pignatti sono prive di valore tassonomico in quanto dipendono da fattori ecologici e non genetici:
- Ranunculus aquatilis subsp. heterophyllus (Weber) Neilr. (sinonimo = Ranunculus longifolius Rossm.)
- Ranunculus aquatilis var. heleophilus (Arvet-Touvet) Hegi
- Ranunculus aquatilis var. submersus G. & G.

Nell'elenco che segue sono indicate alcune sottospecie e varietà (non tutte presenti nella flora spontanea italiana). L'elenco può non essere completo e alcuni nominativi sono considerati da altri autori dei sinonimi della specie principale o anche di altre specie:
Sottospecie:
- Ranunculus aquatilis subsp. abrotanifolius Ehrh. (1780)
- Ranunculus aquatilis subsp. baudotii (Godron) Ball (1877)
- Ranunculus aquatilis subsp. circinatus (Sibth.) Holmboe (1914)
- Ranunculus aquatilis subsp. diversifolius Ehrh. (1780)
- Ranunculus aquatilis subsp. eleophilus (Arvet-Touvet) Schinz & R. Keller (1905)
- Ranunculus aquatilis subsp. flaccidus (Pers.) Korshinsky
- Ranunculus aquatilis subsp. fucoides (Freyn) O.Bolòs, Vigo, Masalles & Ninot (1990)
- Ranunculus aquatilis subsp. minoriflorus (Pau) Maire (1964)
- Ranunculus aquatilis subsp. mongolicus Krylov (1931)
- Ranunculus aquatilis subsp. peltatus (Schrank) Syme (1863)
  - var. pseudofluitans Syme (sinonimo = Ranunculus penicillatus (Dumort.) Bab. subsp. pseudofluitans (Syme) S.D.Webster
- Ranunculus aquatilis subsp. saniculifolius (Viv.) O.Bolòs & Vigo (1974)
- Ranunculus aquatilis subsp. trichophyllus (Chaix ex Vill.) Moore & Moore	(1866)

Varietà:
- Ranunculus aquatilis var. arcticus Durand (1856)
- Ranunculus aquatilis var. bakeri (Greene) Jeps (1921)
- Ranunculus aquatilis var. brachypus Hook. & Arn. (1840)
- Ranunculus aquatilis var. caespitosus (Thuill.) DC. (1824)
- Ranunculus aquatilis var. calvescens (W.B.Drew) L.D.Benson (1942)
- Ranunculus aquatilis var. capillaceus (Thuill.) DC. (1805)
- Ranunculus aquatilis var. codyanus (B.Boivin) B.Boivin (1968)
- Ranunculus aquatilis var. confervoides (Fr.) G.Lawson (1884)
- Ranunculus aquatilis var. drouetii (F.W.Schultz ex Godr.) G.Lawson (1884)
- Ranunculus aquatilis var. eradicata Laest.
- Ranunculus aquatilis var. eradicatus Laest. (1839)
- Ranunculus aquatilis var. harrisii L.D.Benson (1948)
- Ranunculus aquatilis var. heterophyllus (Wiggers) DC. (1817)
- Ranunculus aquatilis var. hispidulus Drew (1889)
- Ranunculus aquatilis var. lalondei L.D.Benson (1957)
- Ranunculus aquatilis var. lobbii (Hiern) S.Watson
- Ranunculus aquatilis var. longirostris (Godr.) G.Lawson (1884)
- Ranunculus aquatilis var. peduncularis (Greene) Jeps. (1921)
- Ranunculus aquatilis var. peltatus (Moench) DC. (1817)
- Ranunculus aquatilis var. porteri (Britton) L.D.Benson (1948)
- Ranunculus aquatilis var. pseudofluitans Syme (1863)
- Ranunculus aquatilis var. stagnatilis (Wallr.) DC. (1824)
- Ranunculus aquatilis var. subrigidus (W.B.Drew) Breitung (1957)
- Ranunculus aquatilis var. trichophyllus (Chaix) A.Gray (1867)

### Ibridi
Nell'elenco che segue sono indicati alcuni ibridi interspecifici:
- Ranunculus × lambertii A. Félix (1912) - Ibrido con R. baudotii
- Ranunculus × lutzii A. Félix (1912) - Ibrido con R. trichophyllus
- Ranunculus × virzionensis A. Félix (1912) – Ibrido con R. peltatus

### Sinonimi
La specie di questa voce ha avuto nel tempo diverse nomenclature. L'elenco che segue indica alcuni tra i sinonimi più frequenti:
- Batrachium aquatilis (L.) Dumort.
- Batrachium gilibertii V.I.Krecz.
- Batrachium radians (Revel) Dumort.
- Ranunculus acutilobus Merino (1905)
- Ranunculus capillaceus Thuill.
- Ranunculus carinatus (Schur) Freyn in A. Kerner (1881)
- Ranunculus circinatoides Arvet-Touvet (1871)
- Ranunculus diversifolius Gilib. (1782)
- Ranunculus godronii Gren. (1865)
- Ranunculus grayanus Freyn (1890)
- Ranunculus heterophyllus Weber (1780)
- Ranunculus hydrocharis Spenner (1829)
- Ranunculus hypotrichus Turcz. (1854)
- Ranunculus leiospermus Hartman (1879)
- Ranunculus nipponicus (Makino) Nakai (1928)
- Ranunculus paui Sennen (1928)
- Ranunculus peltatus Moench (1794)
- Ranunculus pumilus Poiret in Lam. (1804)
- Ranunculus radians Revel
- Ranunculus submersus (Gren. & Godron) Godron (1859)

### Specie simili
Nella flora alpina si possono indicare sei specie di ranuncolo acquatico abbastanza simili tra di loro:
- Ranunculus peltatus Schrank (1789) - Ranuncolo peltato: vive nelle Alpi orientali, probabilmente è presente in Carnia (ma anche sul versante tirrenico della Penisola); si distingue per i fusti tubilosi.
- Ranunculus penicillatus (Dumort.) Bab. (1874) - Ranuncolo pennello: si trova nelle Alpi centrali; spesso è privo di foglie laminate, mentre quelle capillari sono molto lunghe (fino a 20 cm).
- Ranunculus trichophyllus Chaix (1785) - Ranuncolo a foglie capillari: è comune su tutte le Alpi; è completamente privo di foglie a lamina; le lacinie sono rigide e divergenti.
- Ranunculus rionii Lagger (1848) - Ranuncolo di Rion: in Italia è presente solamente nella provincia di Trento; è molto rara e forse è scomparsa.
- Ranunculus circinatus Sibth. (1794) - Ranuncolo circinnato: è una pianta abbastanza comune; il fusto ha un portamento reptante ed è radicante ai nodi.
- Ranunculus fluitans Lam. (1779) - Ranuncolo fluitante: sono presenti solo foglie capillari con picciolo e portamento molto allungato e raccolto.

## Usi

### Farmacia
Queste piante contengono l'anemonina; una sostanza particolarmente tossica per animali e uomini. Infatti gli erbivori brucano le foglie di queste piante con molta difficoltà e solamente dopo una buona essiccazione (erba affienata) che fa evaporare le sostanze più pericolose. Anche le api evitano di bottinare il nettare dei “ranuncoli”. Sulla pelle umana queste piante possono creare delle vesciche (dermatite); mentre sulla bocca possono provocare intenso dolore e bruciore alle mucose.

Secondo la medicina popolare il ”Ranuncolo acquatico” è antiasmatico, antireumatico (attenua i dolori dovuti all'infiammazione delle articolazioni) e febbrifugo (abbassa la temperatura corporea). In India questa pianta viene utilizzata nel trattamento delle febbri intermittenti, dei reumatismi e dell'asma.